# José Juan Romero
José Juan Romero Gil (Gerena, Sevilla, 22 de noviembre de 1974), es un entrenador de fútbol español, que actualmente dirige a la A. D. Ceuta de la Segunda división de España.

## Carrera deportiva
El entrenador sevillano comenzó su trayectoria en los banquillos en 2006 dirigiendo al CD Gerena de su pueblo natal, al que ascendió desde la última categoría del fútbol provincial hasta llevarlo a Tercera División y jugar un play off de ascenso a segunda división b, quedándose en la última eliminatoria y cayendo en penaltis. Estos cinco ascensos le llevaron al filial del Real Betis. 
El 23 de febrero de 2016, firma como entrenador del Betis Deportivo Balompié de la Segunda División B para sustituir a Juan Merino. El técnico llegó con el equipo en puestos de descenso y no pudo evitar su descenso a la Tercera División de España, logrando en esas jornadas unos números de play off de ascenso, pero que dada la situación anterior no resultó suficiente.
En la temporada 2016-17, lograría el retorno del filial verdiblanco a la Segunda División B.
En la temporada 2017-18, no pudo mantener la categoría con el Betis Deportivo Balompié en la Segunda División B y acabó descendiendo a Tercera División. 
En la temporada 2018-19, no lograría clasificar al Betis Deportivo Balompié para el play-off de ascenso a Segunda División B, por lo que terminaría saliendo de la estructura del Real Betis Balompié tras cuatro temporadas a los mandos del filial verdiblanco.
En la temporada 2019-20, José Juan firma como entrenador de la Agrupación Deportiva Ceuta Fútbol Club de la Tercera División de España. En su primera temporada en Ceuta, lograría disputar la primera y segunda de la Copa del Rey frente al CD Numancia y Real Sociedad, respectivamente, contra el que sería eliminado.
En la temporada 2020-21, lograría el ascenso a la Segunda División RFEF.
El 20 de junio de 2021, firma como entrenador del CD Eldense de la Segunda División RFEF. Tras lograr el ascenso a la Primera División RFEF, no continuaría en el club alicantino, siendo relevado por Fernando Estévez Martín.
El 20 de septiembre de 2022, firma por la Agrupación Deportiva Ceuta Fútbol Club de la Primera División RFEF.

## Trayectoria como entrenador
| Club            | País   | Año       |
| --------------- | ------ | --------- |
| CD Gerena       | España | 2006-2016 |
| Betis Deportivo | España | 2016-2019 |
| A. D. Ceuta     | España | 2019-2021 |
| C. D. Eldense   | España | 2021-2022 |
| A. D. Ceuta     | España | 2022-     |